# Луголов раствор
Луголов раствор (лат. Iodi solutio aquosa sin. solutio Lugoli) је водени раствор јода који има широку примену као антисептик, реагенс и, веома ретко, као суплемент јода. Назив је добио по француском лекару, Жану Гијому Луголу, који га је први справио.
То је мркоцрвени раствор који садржи 5% јода у 10% раствору калијум-јодида, што чини концентрацију јода од око 130 mg/ml. Јод је неполаран молекул, веома слабо растворан у води, па присуство калијум-јодида олакшава растварање преко формирања тријодидних јона. Идентификација се врши на јодидни јон, најчешће путем његове оксидације до елементарног јода помоћу перманганата у киселој средини, при чему се органски слој (најчешће хлороформа) боји љубичасто. Раствори слични по саставу Луголовом, користе се код јодометријских титрација.
Осим као локални антисептик у третирању рана, Луголов раствор се користи и за детекцију присуства скроба у органским смешама, где јод интерагује са агрегатима скроба, уграђујући се у хеликс амилозе што се види као мркоплаво обојење. Код патолошког стања амилоидозе, наслаге овог полисахарида могу бити толико обимне, да се захваћена ткива интензивно боје у контакту са Луголовим реагенсом. Током колпоскопије, на вагину и грлић се наноси Луголов реагенс, при чему се нормално ткиво боји браон, док светлија обојења или потпуни изостанак обојења може да указује на патохистолошке промене и индикује потребу за биопсијом. Ово се назива Шилеровим тестом.
Луголов раствор се некада користио и као суплемент јода, код одраслих оболелих од хипотиреоидизма, али је данас та примена потиснута, и углавном замењена препаратима јодата или јодита. Непосредно после Чернобиљске катастрофе, у Пољској је Луголов јод примењен на готово целу популацију у профилакси акумулације радиоактивног јода (131I) у тиреоидној жлезди.
Као антисептик, Луголов раствор могу заменити други препарати јода, алкохолни аналог одн. тинктура јода или препарати који садрже јодофоре, нпр. повидон-јод.